# Michel Vidal
Michel Vidal, född 1 oktober 1824 i Carcassonne, död 20 oktober 1895 i Montréal, var en amerikansk diplomat, journalist och politiker (republikan). Han flyttade från Frankrike till Republiken Texas och därifrån vidare till Louisiana. Han grundade tidningen St. Landry Progress i Saint Landry Parish. Han var ledamot av USA:s representanthus 1868–1869.
Vidal var USA:s konsul i Tripoli 1870–1876.